# Prueba Villafranca de Ordizia 2017
Die 94. Prueba Villafranca de Ordizia 2017 war ein spanisches Straßenradrennen im Baskenland mit Start und Ziel nach 165,7 km in Ordizia. Es fand am Dienstag, den 25. Juli 2017 statt. Zudem war es Teil der UCI Europe Tour 2017 und dort in der Kategorie 1.1 eingestuft worden.
Sieger des Rennens im Sprint einer 15 Mann starken Spitzengruppe wurde Sergei Schilow aus Russland von Lokosphinx vor Benjamin Prades aus Spanien von Team Ukyo.

## Teilnehmende Mannschaften
| WorldTeams (2)- Movistar Team - Orica-Scott Professional Continental Teams (4)- Caja Rural-Seguros RGA - Delko Marseille Provence KTM - Israel Cycling Academy - Manzana Postobón Continental Teams (10)- Armée de terre - Burgos-BH - Dare Viator Partizan - Euskadi Basque Country-Murias - Inteja-Dominican - Kuwait-Cartucho.es - Lokosphinx - Massi-Kuwait Cycling Project - Nice Cycling Team - Team Ukyo |
| |

## Rennergebnis
| \| Gesamtwertung \| Gesamtwertung \| Gesamtwertung \| Gesamtwertung \| Gesamtwertung \| \| Fahrer \| Fahrer \| Land \| Team \| Zeit \| \| ------------- \| ---------------- \| ---------------------- \| ---------------------- \| --------------- \| \| 1. \| Sergei Schilow \| Russland \| Lokosphinx \| 3 h 53 min 03 s \| \| 2. \| Benjamín Prades \| Spanien \| Team Ukyo \| + 0 s \| \| 3. \| Dmitri Strachow \| Russland \| Lokosphinx \| + 0 s \| \| 4. \| José Herrada \| Spanien \| Movistar Team \| + 0 s \| \| 5. \| Robert Power \| Australien \| Orica-Scott \| + 0 s \| \| 6. \| Jetse Bol \| Niederlande \| Manzana Postobón \| + 0 s \| \| 7. \| Jonathan Lastra \| Spanien \| Caja Rural-Seguros RGA \| + 0 s \| \| 8. \| Alexander Wdowin \| Russland \| Lokosphinx \| + 0 s \| \| 9. \| Adam Yates \| Vereinigtes Königreich \| Orica-Scott \| + 0 s \| \| 10. \| Pablo Torres \| Spanien \| Burgos-BH \| + 0 s \| |                  |                        |                        |                 |
| |                  |                        |                        |                 |
| Quelle: ProCyclingStats |                  |                        |                        |                 |
| Gesamtwertung |                  |                        |                        |                 |
| Fahrer | Fahrer           | Land                   | Team                   | Zeit            |
| 1. | Sergei Schilow   | Russland               | Lokosphinx             | 3 h 53 min 03 s |
| 2. | Benjamín Prades  | Spanien                | Team Ukyo              | + 0 s           |
| 3. | Dmitri Strachow  | Russland               | Lokosphinx             | + 0 s           |
| 4. | José Herrada     | Spanien                | Movistar Team          | + 0 s           |
| 5. | Robert Power     | Australien             | Orica-Scott            | + 0 s           |
| 6. | Jetse Bol        | Niederlande            | Manzana Postobón       | + 0 s           |
| 7. | Jonathan Lastra  | Spanien                | Caja Rural-Seguros RGA | + 0 s           |
| 8. | Alexander Wdowin | Russland               | Lokosphinx             | + 0 s           |
| 9. | Adam Yates       | Vereinigtes Königreich | Orica-Scott            | + 0 s           |
| 10. | Pablo Torres     | Spanien                | Burgos-BH              | + 0 s           |